# Barthélémy Barou de La Lombardière de Canson
Pour les articles homonymes, voir Barou.
Anne-Jacques-Barthélémy Barou de La Lombardière de Canson (né le 5 mai 1774 à Annonay et mort le 11 octobre 1858 à Davézieux au château de la Lombardière), est un homme politique français.

## Biographie
Fils de Jacques Barou de La Lombardière de Canson, mousquetaire et officier des armées du roi, et de Marianne Léorat, il débuta dans la carrière militaire. Devenu gendre d'Étienne de Montgolfier, il devint propriétaire de la fabrique de papier après la mort de ce dernier et y apporta de nouvelles améliorations.
Il fut nommé Pair de France le 11 octobre 1832 et siégea parmi les partisans du gouvernement jusqu'à la Révolution française de 1848.

## Sources
- « Canson (Anne-Jacques-Barthélémy Barou de) », dans Adolphe Robert et Gaston Cougny, Dictionnaire des parlementaires français, Edgar Bourloton, 1889-1891 [détail de l’édition]